# Międzynarodowy Organ Badań Wstępnych
Międzynarodowy Organ Badań Wstępnych, IPEA (od ang. International Preliminary Examination Authority) – urząd patentowy prowadzący badania zdolności patentowej wynalazków, zgodnie z Układem o Współpracy Patentowej, w ramach procedury badawczej międzynarodowych zgłoszeń patentowych.